# Robin Ventura
Robin Mark Ventura (ur. 14 lipca 1967 w Santa Maria) – amerykański baseballista, który występował na pozycji trzeciobazowego, złoty medalista igrzysk olimpijskich w 1988 roku.

## Kariera zawodnicza
Ventura studiował na Oklahoma State University, gdzie w latach 1985–1988 grał w drużynie uniwersyteckiej Oklahoma State Cowboys. W 1987 wystąpił w College World Series, w których Cowboys ulegli w finale Stanford Cardinal 5–9. Rok później zagrał na olimpiadzie w Seulu, gdzie zdobył złoty medal, a także na mistrzostwach świata we Włoszech, na których reprezentacja USA zajęła 2. miejsce.
W czerwcu 1988 został wybrany w pierwszej rundzie draftu przez Chicago White Sox i początkowo grał w klubach farmerskich tego zespołu, między innymi w Birmingham Barons, reprezentującym poziom
Double-A. W Major League Baseball zadebiutował 12 września 1989 przeciwko Baltimore Orioles, w którym zaliczył RBI double. W 1991 po raz pierwszy zdobył Złotą Rękawicę, zaś rok później po raz pierwszy zagrał w All-Star Game. 4 września 1995 w spotkaniu z Texas Rangers został ósmym zawodnikiem w historii MLB, który zdobył dwa grand slamy w jednym meczu.
W grudniu 1998 jako wolny agent podpisał kontrakt z New York Mets. 20 maja 1999 został pierwszym zawodnikiem w historii ligi, który zdobył grand slama w każdym z dwóch meczów doubleheader. 17 października 1999 w piątym meczu National League Championship Series, w których Mets mierzyli się z Atlanta Braves na Shea Stadium, przy stanie 1–3 dla Braves w całej serii, w drugiej połowie piętnastej zmiany przy wyniku remisowym 3–3 w momencie gdy wszystkie bazy były zajęte przez zawodników Mets, zdobył grand slama, jednak bazę domową zaliczył tylko będący przed odbiciem na trzeciej Roger Cedeño, a Ventura przekroczył jedynie pierwszą bazę i nie dokonał pełnego obiegu, gdyż zawodnicy Mets przystąpili do przedwczesnego celebrowania zwycięstwa i doprowadzenia do szóstego spotkania. Ostatecznie Venturze zapisano to jako RBI single, a wynik końcowy oficjalnie 4–3 na korzyść Mets. Odbicie Ventury znane jest pod nazwą Grand Slam Single.
W grudniu 2001 przeszedł do New York Yankees za Davida Justice, zaś w lipcu 2003 do Los Angeles Dodgers. 7 października 2004 w meczu Dodgers – Arizona Diamondbacks zdobył 18. grand slama w MLB, przesuwając się wówczas na trzecie miejsce w klasyfikacji wszech czasów. Po raz ostatni zagrał trzy dni później. W 2006 został wybrany do uczelnianej Hall of Fame.

## Kariera menedżerska
W październiku 2011 został menadżerem Chicago White Sox i pełnił tę funkcję do końca sezonu 2016.

## Nagrody i wyróżnienia
| Nagroda/wyróżnienie | Lata                               | Źródło |
| 2× All-Star         | 1992, 2002                         | [ 4 ]  |
| 6× Gold Glove Award | 1991, 1992, 1993, 1996, 1998, 1999 | [ 4 ]  |